# Голос монстра
«Голос монстра» (англ. A Monster Calls) — роман американского писателя Патрика Несса с иллюстрациями Джима Кея (англ. Jim Kay), созданный на основе идеи Шиван Дауд и написанный в жанре так называемого низкого фэнтези. Роман впервые был издан в издательстве Walker в 2011 году.
Сюжет романа разворачивается в современной Англии, где говорится о мальчике, который изо всех сил пытается бороться с последствиями неизлечимого рака своей матери; глубокой ночью мальчика неоднократно посещает монстр, который рассказывает ему различные истории. Дауд сама была неизлечимо больна раком, когда начинала данную историю, и скончалась прежде, чем смогла её закончить.
Несс был удостоен медали Карнеги, а Кей — медали Гринуэй в 2012 году от Королевского института библиотечных и информационных работников (CILIP). «Голос монстра» — единственная книга, иллюстратор и автор которой были удостоены обеих наград одновременно.

## Создание
Шиван Дауд задумала идею романа после того, как узнала, что неизлечимо больна. Она обсудила сюжет и предстоящий контракт с редактором издательства Walker Books Дениз Джонстон-Бёрт, которая также работала и с Патриком Нессом. После смерти Дауд в августе 2007 года издательство поручило написание романа Патрику Нессу. Позже к работе подключился иллюстратор Джим Кей, но Кей и Несс не встречались вплоть до публикации романа в мае 2011 года.
В интервью Guardian Несс отметил, что не взялся бы за роман, если бы ему не была дана полная свобода для изложения истории, при этом он пытался предугадать, как бы её написала сама Дауд. Кей, в свою очередь, отметил, что применил непривычную для себя технику рисования, пытаясь передать картинки в виде движущейся плёнки фильма или театральной постановки для передачи непосредственной атмосферы фэнтезийного романа.

## Сюжет
Тринадцатилетний Конор О’Мэлли в течение последних нескольких месяцев переживает один и тот же кошмар — один в темноте среди ветра и криков.
В семь минут после полуночи его призывает голос со стороны окна спальни, из которого открывается вид на старую церковь и кладбище. Подойдя к окну, Конор видит человекоподобного монстра с телом из ветвей и листьев тисового дерева. Монстр заинтригован, что мальчик не боится его, и настаивает на дальнейших встречах. Монстр утверждает, что является одной из форм зелёного человека, и предупреждает, что расскажет ему три реальных истории, после чего Конор должен будет рассказать свою собственную, но если она окажется ложью, то монстр его съест.
Монстр продолжает посещать Конора почти всегда в семь минут после полуночи или полудня, чтобы рассказать свои истории из других времён, когда он был вызван.
Между рассказами, целью которых является демонстрация трудностей, с которыми сталкиваются люди, выясняется, что мать Конора неизлечимо больна раком и проходит курс химиотерапии. Конор изолирован и одинок. Его отец под предлогом соблюсти безучастие и отрешённость от проблем переезжает к новой семье в США. Его далёкие отношения с равнодушной и назойливой бабушкой также не дают определённого комфорта. Конор становится жертвой издевательств в школе и старается дистанцироваться от любых социальных контактов. По мере развития сюжета состояние его матери ухудшается, а встречи Конора с монстром имеют возрастающие последствия.
После того, как все истории рассказаны, монстр успокаивает Конора, говоря, что его целью является излечение мальчика. Повествование заканчивается признанием Конора того, что все люди сложны и должны нести наказание за свои действия, а не мысли, а дорожить истиной — самая сложная и важная вещь, которую может сделать человек.
В 00:07 его мать умирает в больнице.

## Экранизация
Экранизация романа вышла в 2016 году. Фильм также называется «Голос монстра». Режиссёром фильма стал Хуан Антонио Байона. Роль Конора исполнил Льюис Макдугалл, а монстра озвучил Лиам Нисон.